# Galatasaray Spor Kulubü
Le Galatasaray Spor Kulubü est un club omnisports du quartier de Galata à İstanbul.
Il comprend :
- Galatasaray SK, un club de football ;
- Galatasaray SK, un club masculin de basket-ball ;
- Galatasaray SK, un club féminin de basket-ball ;
- Galatasaray SK, un club de basket-ball en fauteuil roulant ;
- Galatasaray SK, un club masculin de volley-ball ;
- Galatasaray Istanbul, un club féminin de volley-ball.